# Франция на зимних Олимпийских играх 1980
В XIII зимних Олимпийских играх, проходивших с 14 по 23 февраля 1980 года в американском Лейк-Плэсиде, принимали участие 22 французских спортсмена (6 женщин и 16 мужчин). Французы в 13-й раз подряд участвовали в зимней Олимпиаде, вообще же команда Франции не пропустила ни одной современной Олимпиады за всю историю их проведения. 
В Лейк-Плэсиде французы были представлены в 6 видах спорта:
- горнолыжный спорт (6 женщин и 1 мужчина),
- лыжные гонки (6 мужчин),
- прыжки с трамплина (2 мужчины),
- биатлон (5 мужчин),
- фигурное катание (1 мужчина),
- конькобежный спорт (1 мужчина).

Знаменосцем сборной Франции была двукратная чемпионка мира 1974 года горнолыжница 23-летняя Фабьенн Серра.
Единственную медаль Франции принесла 19-летняя горнолыжница Перрин Пелен, которая выиграла бронзу в гигантском слаломе. Пелен лишь на 1 сотую секунду опередила знаменосца сборной Франции Фабьенн Серра, которая осталась четвёртой.
Кроме этого можно отметить 6-е место в гонке на 20 км биатлониста Ивона Мугеля и 5-е место команды Франции в биатлонной эстафете 4х7,5 км. Единственный фигурист, представлявший Францию на этой Олимпиаде, Жан-Кристоф Симон занял 7-е место в турнире среди мужчин.
В общем медальном зачёте Франция поделила 17-е место с командами Чехословакии и Болгарии.
Можно добавить, что после 1980 года Франция на зимних Олимпиадах выигрывала не менее, чем по 2 медали.

## Все медали
| Бронза |              |                                                |
| №      | Спортсмены   | Вид спорта (дисциплина)                        |
| 1      | Перрин Пелен | Горнолыжный спорт (женщины, гигантский слалом) |

## Интересные факты
В составе команды Франции не было ни одного спортсмена старше 30 лет: самым возрастным был биатлонист Андре Гуржон, родившийся в августе 1950 года.